# Pedro Mafama
Pedro Simões (Lisboa, 1992), mais conhecido pelo nome artístico Pedro Mafama, é um cantor e compositor português.

## Biografia e carreira
Mafama nasceu na freguesia de São Sebastião da Pedreira, em Lisboa, e cresceu no bairro da Graça. Estudou multimédia na Voz do Operário e, mais tarde, Artes Plásticas na Escola Superior de Artes e Design, nas Caldas da Rainha. Em 2012, estagiou na Enchufada, numa posição de designer gráfico, mas acabou por continuar a trabalhar com a editora, vendendo merchandising em concertos dos Buraka Som Sistema.
Mafama começou a fazer música com cerca de 16 anos, sob o alter ego "Pedro Simmons". A ligação à editora Enchufada levou-o a editar o primeiro EP, Má Fama, em 2017. O single de apresentação escolhido foi "COMO ASSIM".
A estreia no formato longa-duração, Por Este Rio Abaixo, foi editado em 2021, valendo-lhe a nomeação para os Prémios Play na categoria de Artista Revelação. Em 2023, o primeiro single de Por Este Rio Abaixo, "Estaleiro", recebeu o Prémio Autores 2022 de Melhor Tema de Música Popular.
Em 2022, foi um dos responsáveis pela visão artística do oitavo álbum de Ana Moura, Casa Guilhermina. Nesse disco assinou, ainda, uma participação no single "Agarra em mim".
Em 2023, Mafama editou o seu segundo álbum, Estava No Abismo Mas Dei Um Passo Em Frente, cujo segundo single, "Preço Certo", alcançou a 2.ª posição no Top Português de Singles, tendo-se tornado a canção com mais êxito do músico. O êxito de "Preço Certo" foi tal, que o nome de Pedro Mafama ficou em segundo lugar na categoria "Personalidades Nacionais" do Google Trends de 2023 relativo às pesquisas feitas em Portugal, apenas atrás do então primeiro-ministro português em funções, António Costa. "O Preço Certo" também serviu de "mote" para um anúncio publicitário para a operadora NOS estreado em fevereiro de 2024 e que é protagonizado pelo próprio Mafama.
Em abril de 2024, Mafama lança  Estava No Abismo Mas Dei Um Passo Em Frente 2.0, a reedição do seu segundo álbum, que contém dois novos temas, incluindo o single "Sem Ti". 
Em fevereiro de 2025, Mafama lançou dois singles no mesmo diaː "milésimo de segundo" e "PALMAS". Ambos os temas são colaborações com artistas associados ao raï e apresentam vocais em árabe, tendo sido gravados entre Lisboa e Argel. 

## Vida pessoal
Pedro Mafama mantém uma relação com a vocalista portuguesa Ana Moura. Essa mesma relação foi confirmada pelos dois em 2021. Os dois artistas têm uma filha em comum, nascida no ano seguinte.

## Discografia
- Má Fama EP (2017)[4][19]
- Tanto Sal EP (2018)[20][21]
- Por Este Rio Abaixo (Sony Music Portugal, 2021)
- Estava No Abismo Mas Dei Um Passo Em Frente (Sony Music Portugal, 2023)